# Lebuhae
Lebuhae ist eine osttimoresische Aldeia im Suco Lissadila (Verwaltungsamt Loes, Gemeinde Liquiçá). 2015 lebten in der Aldeia 520 Menschen.

## Geographie
Lebuhae bildet von Norden nach Süden einen durchgehenden Streifen in der Mitte des Sucos Lissadila. Westlich befindet sich die Aldeia Cai-Cassa, südwestlich die Aldeia Glai und östlich die Aldeia Manuquibia. Im Süden liegt jenseits des Gleno, eines Nebenflusses des Lóis, der Suco Aculau und im Norden grenzt Lebuhae an den Suco Vatuvou. Zuflüsse zum Gleno sind hier der Emderilua und der Gumuloa.
Im Süden befindet sich das Dorf Uluana und im Norden die kleinen Orte Esloso und Pelelo. In Uluana stehen eine Grundschule, eine Klinik und eine katholische Kapelle.

## Politik
2023 wurde Carlito X.Cardoso zum Chefe de Aldeia gewählt.